# Heterotaxis fritzii
Heterotaxis fritzii är en orkidéart som beskrevs av Isidro Ojeda och Germán Carnevali. Heterotaxis fritzii ingår i släktet Heterotaxis och familjen orkidéer.
Artens utbredningsområde är Ecuador. Inga underarter finns listade i Catalogue of Life.